# Entrepose GTM pour les travaux pétroliers maritimes
Entrepose GTM pour les travaux pétroliers maritimes (ETPM) was een Franse offshoreaannemer. Het werd in 1965 gevormd als samenwerking tussen Entrepose – onderdeel van Vallourec – en Grands Travaux de Marseille.
In 1982 fuseerden GTM en Entrepose en enkele jaren later deed Vallourec zijn belang geleidelijk over aan Dumez. Na de fusie van Dumez met Lyonnaise des Eaux ging deze samen met Suez om Suez Lyonnaise des Eaux te vormen. In 1999 werd ETPM overgenomen door Stolt Comex Seaway dat in 2006 opging in Acergy.

## Beginjaren
| Schip                             | In dienst | Capaciteit                                        | Uit dienst | Verder als                |
| --------------------------------- | --------- | ------------------------------------------------- | ---------- | ------------------------- |
| E.T.P.M. 501                      | 1966      | 500 shortton en pijpenlegger                      | 1983       | DLB 501 voor Soudo-Import |
| E.T.P.M. 202 (later E.T.P.M. 401) | 1969      | 150 shortton                                      |            |                           |
| E.T.P.M. 502                      | 1969      |                                                   |            |                           |
| E.T.P.M. 1601                     | 1974      | 1600 shortton zwenkend, 2000 vast en pijpenlegger | 1998       | DLB 1601 voor McDermott   |
| E.T.P.M. 701                      | 1975      | 650 shortton zwenkend, 925 vast en pijpenlegger   | 1983       | Mahavir voor Mazagon Dock |
| E.T.P.M. 101 (later CLB 101)      | 1977      |                                                   |            |                           |
| E.T.P.M. 203                      | 1978      |                                                   |            |                           |
| E.T.P.M. 601 (later DLB 801)      | 1978      |                                                   |            |                           |
| Polaris                           | 1979      |                                                   | 1986       | Naar Raymond Offshore     |
| LB 200                            | 1998      |                                                   |            |                           |
| Norlift                           | 1998      |                                                   |            |                           |
| Northern Explorer                 | 1998      |                                                   |            |                           |

Het bedrijf richtte zich aanvankelijk op het Midden-Oosten en West-Afrika. Entrepose had in het Midden-Oosten al een belangrijk aandeel had in het pijpenleggen op land. Ook was het via dochteronderneming Les Conduites Immergées (LCI) betrokken bij de mislukte pogingen om met de Salvor een gaspijpleiding tussen Algerije en Spanje te leggen. GTM had veel ervaring in Afrika.
Het bedrijf kreeg van Elf de opdracht om het Farsi-veld in Iran te ontwikkelen. Hiertoe werd in Bushehr een werf opgezet en werd opdracht gegeven tot de bouw van de E.T.P.M. 501, een gecombineerde pijpenlegger en kraanschip met een capaciteit van 500 shortton, zich daarbij baserend op de bakken van Brown & Root. Uit proefboringen in 1966 bleek het veld uiteindelijk echter oneconomisch, zodat de opdracht ingetrokken werd. De 501 zette nog wel een platform bij Turkije, maar had verder alleen wat werk aan het weghalen van platformpjes van droge putten. Het jaar daarop werd echter samen met Ingram Corporation van Conoco een opdracht verkregen voor het Fateh-veld, het eerste offshore-olieveld van de Verenigde Arabische Emiraten. 

## West-Afrika
Daarna werd in 1967 voor Elf in Gabon het hefeiland TU2 in beheer genomen en werd in Ntchengué bij Port Gentil een werf opgezet. De 501 werd hier ingezet, terwijl in 1969 de kleinere E.T.P.M. 202 werd opgeleverd – de latere 401 – een kraanschip met een capaciteit van 150 shortton. Met toenemende waterdieptes werden de stalen onderstellen (jackets) ook steeds groter en werden zo te groot voor de kraanschepen. Daarop nam ETPM enkele lanceerbakken over waar vandaan de jackets te water konden worden gelaten.
Na enkele mindere jaren trok de markt in 1983 weer aan en werden weer de nodige projecten uitgevoerd. De daling van de olieprijs had echter hier ook grote gevolgen en vanaf 1986 had Ntchengué tot 1989 vrijwel geen werk. Hierna verbeterden de omstandigheden, maar kwam de nadruk te liggen op velden in dieper water. Voor de grotere en zwaardere platforms was de geringe waterdiepte bij Ntchengué een beperkende factor, doordat de pontons hierdoor maar een beperkte diepgang konden hebben. Fabricage voor deze regio verschoof daarom naar de werf in Sharjah. Ook werden vestigingen in Pointe-Noire in Congo-Brazzaville, in Nigeria en later in Lobito in Angola geopend.

## Midden-Oosten
Voor de Perzische Golf werd in 1969 de gecombineerde pijpenlegger en kraanschip E.T.P.M. 502 opgeleverd en werd de werf in Bushehr opnieuw opgestart. Daarnaast werd vanuit Abu Dhabi in de Verenigde Arabische Emiraten (VAE) gewerkt. In 1973 kreeg ETPM concurrentie in de vorm van NPCC.
Het hoofdkantoor voor het Midden-Oosten zat in Teheran, totdat vanwege toenemende moeilijkheden van het regime daar in 1976 gekozen werd voor Sharjah in de VAE, waar ETPM dat jaar een werf opende. Vooral door de Irak-Iranoorlog kon ETPM 10 jaar lang niet in Iraanse wateren werken. De werf in Sharjah bleek daardoor vitaal om de werkzaamheden in de regio uit te kunnen voeren, waaronder een groot project voor waterinjectie in het Umm Shaif-veld en het Zakum-veld, de grote Ruwais-terminal met Kawasaki Steel voor ADNOC en de Mina Al Ahmadi-terminal voor KOC. Ook de 202 werd hierheen gehaald en later het hefeiland JU251 en de E.T.P.M. 203.
Na 1982 liep het aantal opdrachten in de regio sterk terug. De werf in Sharjah bleef vooral met ondersteund werk voor India en Afrika open. De 203 werd verkocht aan Elf.
Na de beschadigingen door de Irak-Iranoorlog van de olieterminal op Kharg kreeg ETPM met Micoperi en Ssangyong in 1990 de opdracht voor herbouw die in 1994 voltooid werd, ondanks dat deze in het oostelijke gebied lag dat in de joint-venture met McDermott aan deze was toegewezen. Door deze joint-venture werd de werf in Sharjah gesloten, aangezien McDermott beschikt over werven in Dubai en Jebel Ali.

## Noordzee
Met de opkomst van de Noordzee-olievelden werd in 1970 met Laing de joint-venture Laing Offshore gevormd waarmee twee platforms voor het Forties-veld werden gebouwd in Graythorp bij Hartlepool, Graythorp I en II, de latere Forties Alpha en Bravo. Graythorp III was een platform voor het Thistle-veld en was het laatste project van de joint-venture.
De zware omstandigheden op de Noordzee noodzaakten tot zwaarder materiaal. In 1974 kwam de E.T.P.M. 1601 in de vaart, een pijpenlegger en kraanschip met een capaciteit van 1600 shortton zwenkend en 2000 shortton vast. De eerste opdracht voor de 1601 was het leggen van de Frigg-pijpleiding van het Frigg-veld naar de St Fergus Gas Terminal. De 1601 voerde met de L.B. Meaders in Loch Fyne in april 1976 een tandemhijs van 1870 ton uit voor een module op de betonnen Sea Tank TP1 voor het Frigg-veld die te groot was om als enkele hijs uitgevoerd te worden.
In 1975 volgde de kleinere E.T.P.M. 701, ook een pijpenlegger en kraanponton met een capaciteit van 650 shortton zwenkend en 925 shortton vast. Een zusterschip van de 1601 zou als E.T.P.M. 1602 in de vaart komen, maar kwam in 1976 als de Sea Troll in de vaart nadat ETPM met enkele Noorse reders het consortium Sea Troll A/S was aangegaan. Sea Troll A/S ging echter bankroet, zodat het schip ter veiling werd aangeboden, waar weinig belangstelling voor was. In 1980 werd het schip overgenomen door de combinatie Bergesen-Uglands Rederi als Berge Worker, maar al in 1982 nam Saipem het over die het schip omdoopte in Castoro Otto.
In 1977 richtte ETPM met Bjørge Enterprise ETPM Bjorge op voor onderhoudswerkzaamheden. Deze assisteerde toen de 1601 in 1983 en 1984 voor Statoil de Statpipe legde van het Heimdal-veld via Draupnerplatform naar Ekofisk. De jaren daarna volgden projecten op het Nederlandse, Britse en Noorse plat en opende ETPM een vestiging in Nederland. Korte tijd werden er voor de NAM en Statoil ook pijpen gelegd van duplex roestvast staal.

## Andere regio's
ETPM breidde verder uit richting het Verre Oosten. In 1978 ging ETPM een samenwerking aan met Mazagon Dock voor de fabricage van platforms voor de ontluikende offshoreindustrie in India. In 1979 werden in Sarawak ook platforms en pijpleidingen geïnstalleerd. Vanwege de dalende omzet werd in 1983 de 701 verkocht aan Mazagon Dock als Mahavir.
In 1978 legde de 1601 een pijpleiding in de Straat Magellaan. Daarna begon ETPM zich ook te richtten op de Verenigde Staten waar het in Aransas Pass een werf opzette. In 1979 legde de 1601 de pijpleiding van Louisiana Offshore Oil Port naar de wal, maar leed hierop verlies. Ook de 701 en de in 1978 in de vaart gekomen E.T.P.M. 601 werden hier ingezet, de laatste als DLB 801. De concurrentie met de gevestigde McDermott en Brown & Root was echter groot en de schepen werden al snel ingezet in Mexico. In 1984 werd de werf overgedaan aan Peter Kiewit Sons die hier Gulf Marine Fabricators opzette dat het Bullwinkle-platform bouwde, het grootste jacket ooit.
Voorlopig was daarmee het Amerikaanse avontuur afgesloten en de schepen werden daarna ingezet in Azië, terwijl de 1601 in 1982 een pijpleiding legde in de North West Shelf Venture in Australië voor het North Rankin-veld van Woodside. Dit was de eerste keer dat gebruik werd gemaakt van het Saturne-lassysteem van Serimer-Dasa, het lasbedrijf dat ETPM in 1977 had opgezet.
In 1977 kwam de E.T.P.M. 101 in de vaart die twee jaar later werd hernoemd naar CLB 101, en in 1979 kwam de Polaris in de vaart.
Zuid-Amerika was van minder belang, maar ook hier werden enkele projecten uitgevoerd. Zo werd in 1987 in Coveñas in Colombia een olieterminal aangelegd voor Ecopetrol. Hiertoe werd de tanker Jarmada omgebouwd tot een FSU, de FSU Covenas. In het Hidra-veld voor de kust van Vuurland in Argentinië werden twee platforms geplaatst en 65 km pijpleiding gelegd door de CLB 101. Om het project in de moeilijke weersomstandigheden te kunnen voltooien, werd uiteindelijk ook de E.T.P.M. 1601 gebruikt.
De 1601 plaatste in 1985 een groot platform voor het Ashtart-veld in Tunesië.
In 1980 verkreeg ETPM met UIE en CFEM een grote opdracht in de Sovjet-Unie voor de oplevering van een werf voor dekmodules in Astrachan in Rusland, een werf voor jackets in het Qaradag-rayon in Bakoe in Azerbeidzjan en het leveren van kennis.
Gezien de neergaande markt werd de 501 in 1983 verkocht aan het Russische Soudo-Import. De Polaris werd in 1986 overgedaan aan Raymond Offshore. Het personeel werd vanaf 1985 sterk ingekrompen en het hoofdkantoor werd in 1988 verplaatst naar dat van moederbedrijf GTM in Nanterre. In 1987 werden de 801 en de 1601 verkocht en teruggecharterd om zo de schuldenlast te verminderen. Oudere schepen als de 502 en 401 werden verkocht.

## Joint-venture
Vanwege de malaise in de olie-industrie met toegenomen concurrentie en een dalende olieprijs ging het bedrijf in 1989 een joint-venture aan met McDermott. Daarbij verdeelden ze gebieden onderling in een westelijke joint-venture en een oostelijke joint-venture. McDermott-ETPM West betrof vooral de Noordzee en Afrika en werd door ETPM beheerd, terwijl McDermott-ETPM East het Midden-Oosten omvatte en door McDermott werd beheerd. Zo kreeg de westelijke joint-venture de beschikking over de werf van McDermott in Warri in Nigeria, wat een goede vervanging was van de werf in Ntchengué. Op de Noordzee kreeg ETPM de beschikking over de halfafzinkbare pijpenlegger LB 200.
Daarnaast won ETPM een claim tegen Brissonneau et Lotz Marine (BLM) dat de ankerlieren had geleverd voor de 1601. Deze bleken niet te voldoen en moesten tegen hoge kosten vervangen worden door lieren van Skagit. De langdurige kwestie speelde sinds 1974 tot in 1991 vonnis werd uitgesproken dat BLM ruim 150 miljoen frank moest voldoen.
De jaren 1990 zagen een sterk aantrekkende markt, met op de Noordzee veel pijpleidingen door de 1601 en de LB 200, waaronder Zeepipe IIB en NorFra. Ook in West-Afrika trok de markt aan, in Nigeria vooral op ondieper water, onder meer een float-over in het Ekpe-veld. Op dieper water betrof het in Congo-Brazzaville onder meer het N'Kossa-veld en in Angola onder meer het Nemba-veld. Hier werd de McDermott Derrick Barge No. 21 ingezet en sporadisch de 1601, vooral als deze tijdens de winter niet op de Noordzee kon werken.
Halverwege de jaren 1990 was een overgang naar zeer diep water van meer dan 1000 meter, vooral in het Amerikaanse deel van de Golf van Mexico en in West-Afrika. Voor conventionele methodes met jackets of zelfs compliant towers was dit onhaalbaar. Drijvende platforms en onderzeese installaties waren hiervoor benodigd, wat voor de installatie betekende dat veel van het oude materieel zonder aanpassingen niet of nauwelijks te gebruiken was. ETPM investeerde daarom onder meer in een dynamisch positioneringssysteem voor de Polaris en een J-lay-installatie.
McDermott wilde hier niet in meegaan en besloot zich terug te trekken op zijn traditionele markten. Daarmee kwam in 1997 kwam een einde aan de joint-venture. De 1601 ging daarop over naar McDermott en ETPM betaalde daarnaast 105 miljoen dollar. Daarvoor kreeg ETPM de LB 200 en McDermott Subsea Construction dat beschikte over de pijpenlegger Norlift en de Northern Explorer.

## Verkoop
De overgang naar diep water vergde de nodige investeringen en ook een partner die expertise op dat vlak in kon brengen. GTM was niet bereid om dergelijke grote bedragen bij te dragen en overnames te financieren. Daarop werd in 1999 gekozen voor de verkoop aan Stolt Comex Seaway, dat het jaar daarop zijn naam zou veranderen in Stolt Offshore. Het eerste diepwaterproject, het Girassol-veld, van dit bedrijf was nog door ETPM binnengehaald. Het werd uitgevoerd met Bouygues Offshore.

## Link
- Le Pelican, Bulletin de liaison de L’Amicale de l’Offshore Pétrolier